# Roberto Hernández Ayala
Roberto Hernández Ayala (La Piedad, Michoacán, 11 de julio de 1967) es un entrenador de fútbol y exfutbolista mexicano. Es director técnico del Comunicaciones F.C de la Liga Nacional de Guatemala.

## Biografía

### Trayectoria
Jugador
Roberto Hernández Ayala debutó como profesional en 1990 con el Santos Laguna donde no tuvo continuidad y fue transferido al Monterrey, donde estuvo dos años.
Tras dos temporadas con los rayados fue traspasado al Atlético Morelia donde fue un jugador regular dentro del club, permaneció por cuatro torneos para retornar brevemente a rayados  y para después pasar de nuevo en Monarcas, donde se retiró en 2002.
Clubes
| Club                | País                | Año         | Partidos | Goles | Media |
| ------------------- | ------------------- | ----------- | -------- | ----- | ----- |
| Santos Laguna       | México              | 1990 - 1991 | 17       | 0     | 0     |
| C.F Monterrey       | México              | 1992 - 1994 | 74       | 2     | 0.03  |
| Monarcas Morelia    | México              | 1994 - 1999 | 173      | 5     | 0.03  |
| C.F Monterrey       | México              | 1999 - 2001 | 43       | 0     | 0     |
| Morelia             | México              | 2001 - 2002 | 13       | 0     | 0     |
| Total en su carrera | Total en su carrera | 1990 - 2002 | 320      | 7     | 0.02  |

Como entrenador
Inició su trayectoria de entrenador como Auxiliar técnico en Monarcas durante 2002. también dirigió a Monarcas Morelia A durante 2006-2007, también dirigió en corto Periodo a Mérida, durante 2006, en 2008 volvió como Auxiliar en Monarcas. Luego del Cese de Rubén Omar Romano de Morelia y la contratación de Carlos Bustos en el que era entonces técnico de Neza, fue enviado a dirigir al Equipo de Neza durante 2013, el Equipo de allí obtuvo 10 triunfos seguidos, hasta llegar al campeonato, tras vencer a Necaxa, pero perdió en la final de Ascenso ante La Piedad, equipo de la ciudad que lo vio nacer. Fungio en 2014 como Auxiliar de Monarcas, y en la fecha 10 del Clausura quedó como técnico interino de Monarcas, donde vencieron 3-1 a Pumas de la UNAM. Después de ese partido, estuvo ausente durante el resto de 2014, e inicios de 2015. De nueva cuenta tomó las riendas del equipo, ante la destitución de Alfredo Tena, por lo que restaba del Torneo Clausura 2015. Poco después fue ascendido a Presidente Deportivo de club, puesto que había dejado Mario Trejo.
Dirigió nuevamente al primer equipo ya como entrenador absoluto del Clausura 2017 al Clausura 2019, llevando al Morelia a tres liguillas sseguidas. Luego pasó a Correcaminos UAT del extinto Ascenso MX y emigró a Guatemala, donde campeonó con el Deportivo Malacateco.
Clubes
| Club                   | País      | Año             |
| ---------------------- | --------- | --------------- |
| Monarcas Morelia A     | México    | 2006            |
| Mérida FC              | México    | 2007            |
| Monarcas Morelia       | México    | 2007            |
| Mérida FC              | México    | 2008            |
| Neza FC                | México    | 2013            |
| Monarcas Morelia       | México    | 2016 - 2019     |
| Correcaminos de la UAT | México    | 2020 - 2021     |
| Deportivo Malacateco   | Guatemala | 2021 - 2022     |
| Cimarrones de Sonora   | México    | 2022 - presente |

## Palmarés

### Como entrenador
| Título     | Club    | País   | Año           |
| ---------- | ------- | ------ | ------------- |
| Ascenso MX | Neza FC | México | Clausura 2013 |

| Título                     | Club                 | País      | Año                  |
| -------------------------- | -------------------- | --------- | -------------------- |
| Liga Nacional de Guatemala | Deportivo Malacateco | Guatemala | Torneo Apertura 2021 |